# Delmiro Gouveia
Delmiro Gouveia est une municipalité brésilienne dans l'État de l'Alagoas.